# Меллан, Клод
Клод Меллан (фр. Claude Mellan; 23 мая 1598, Абвиль (ныне департамент Сомма) — 9 марта 1688, Париж) — французский живописец и выдающийся гравёр эпохи «большого стиля» Людовика XIV, виртуоз техники гравирования резцом на меди. Один из первых французских художников-гравёров, мастеров гравированных портретов по собственным рисункам.

## Биография
Клод Меллан, по одним сведениям, родился в семье жестянщика, по другим — таможенного чиновника. Его первые учителя не установлены.
В 1624 году Меллан благодаря финансовой помощи Никола-Клода Фабри де Пейреска отправился в Италию, в Рим, где некоторое время изучал гравюру у Франческо Вилламена, который умер в том же году. Затем он учился у французского живописца Симона Вуэ, который с 1614 года жил в Риме. Вуэ поощрял Меллана рисовать с натуры, считая это необходимым как для гравюры, так и для живописи. Меллан гравировал некоторые работы Вуэ, а также начал рисовать небольшие портреты с натуры. Первые гравюры Меллана выполнены по рисункам других художников в традиционной технике. В Риме Клод Меллан познакомился с выдающимися художниками: Никола Пуссеном, Пьером Миньяром, Клодом Лорреном, Джанлоренцо Бернини.
Меллан вернулся во Францию в 1636 году и поселился в Экс-ан-Провансе. В эти годы он по заданию Фабри де Пейреска гравировал географическую карту Луны, но в 1637 году переехал в Париж и поселился в Лувре. Он скончался в 1688 году в Париже в возрасте восьмидесяти девяти лет.

## Творчество. Новый способ гравирования
После 1631 года Клод Меллан работал над гравюрами для «Галереи Джустиниани»: изображений античных статуй из собрания маркиза, коллекционера и мецената Винченцо Джустиниани. Этим проектом руководил Иоахим фон Зандрарт.
Несколько позднее в Париже Клод Меллан начал применять своеобразную технику, в которой вместо моделирования формы светотенью перекрёстной штриховкой он использовал систему параллельных линий, регулирующих тональные нюансы, варьируя нажим на резец. Особенно примечательна в этом отношении его гравюра «Лик Христа», также называемая «Сударий Святой Вероники», или «Плат Вероники» (Le Linge de sainte Véronique, 1649). По определению В. Г. Власова:

 «В этой гравюре Меллан продемонстрировал как одной-единственной непрерывной спиральной линией от кончика носа лика Христа — путём варьирования нажима на резец, можно создать технически виртуозное художественное произведение — идея, характерная для искусства маньеризма. В дальнейшем Меллан выработал манеру гравирования, в которой почти полностью отсутствуют перекрёстные штрихи, и стал одним из главных мастеров парадного портрета „большого стиля“ эпохи Людовика XIV»
.

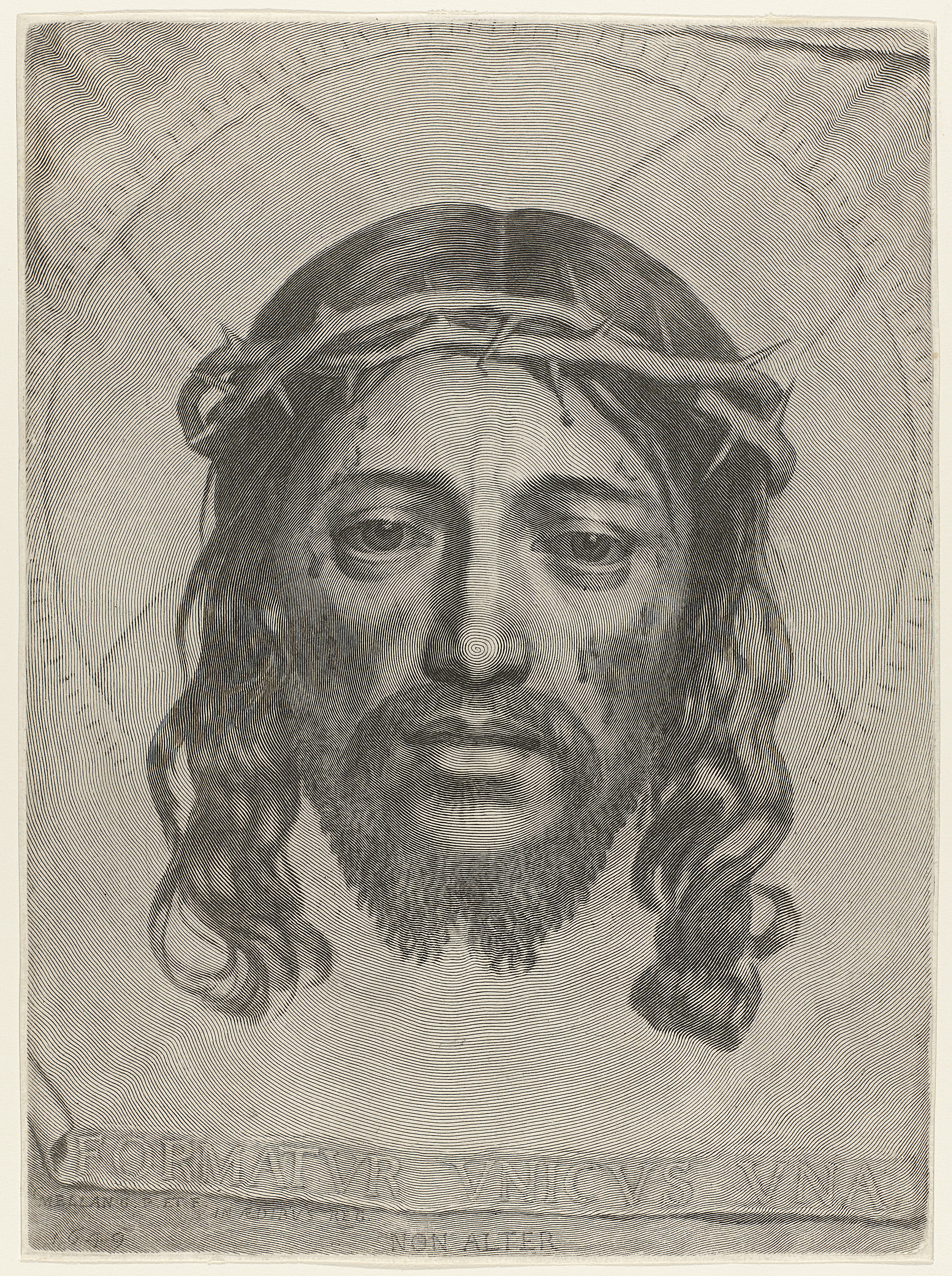
Плат Святой Вероники. 1649. Гравюра резцом на меди. Национальная библиотека Франции, Париж

Джозеф Стратт писал: «Эффект, который он произвел этим методом гравирования, мягкий и чёткий. С отдельными фигурами и небольшими сюжетами ему это очень удавалось; но в крупных предметах, где требовалась большая глубина теней, он потерпел неудачу».
В этот более поздний период в Париже Меллан в основном гравировал по собственным рисункам. Он пользовался большим спросом как художник-портретист, рисовавший с натуры. Среди его заказчиков были члены королевской семьи Бурбонов. Он также выполнил портреты кардинала Ришельё (1651), Джироламо Фрескобальди (1619) и его покровителя, кардинала Гвидо Бентивольо (1633).
Меллан создавал большие композиции на религиозные и исторические сюжеты. По утверждению Барбары Брейон де Лаверне «использование Мелланом единственной линии создаёт абстрактный эффект». Предшественником подобной техники считают Ж. Морена, последователями Меллана — Р. Нантёйля, Ж. Эделинка и Ж. Ланфана. Знаток искусства гравюры М. И. Флекель писал, что

 «Меллан, также как и Морен, отталкиваясь от достижений фламандских гравёров, сумел, тем не менее, разработать совершенно самостоятельную и своеобразную фактуру гравюры на меди. В отличие от большинства мастеров своего времени ещё более последовательно, нежели Ворстерман или Калло, он стремился избегать какого-либо перекрещивания штриховки, создавая изображение группами более или менее параллельных линий и добиваясь необходимых градаций светотени в основном одним лишь варьированием толщины каждой… Подобное развитие техники Корта — Гольциуса придавало листам Меллана прозрачность тона, делая их как бы пронизанными воздухом и светом. По сравнению с нагруженными тоном гравюрами школы Рубенса или же офортами Морена Меллан более подчёркивал светоносные качества бумаги»
.

## Меллан — картограф Луны
Репутация Клода Меллана была необычайно высока, а его техническое мастерство послужило не только искусству портрета, но и науке. Математик, астроном и философ Пьер Гассенди вместе с Никола-Клодом Фабри де Пейреском давно намеревались создать атлас Луны. Для этого они решили воспользоваться присутствием в Экс-ан-Провансе, как писал Фабри де Пейреск, «одного из лучших живописцев столетия и точнейших граверов». С 24 сентября по 7 ноября 1636 года с вершины горы Сент-Виктуар ночь за ночью Гассенди и Пейреск наблюдали с помощью подзорных труб поверхность Луны и зарисовывали увиденное. На основе их рисунков Клод Меллан сделал три гравюры на меди с изображениями Луны в первой, четвёртой четверти и в полнолунье (особенно удалась первая карта, где были отчетливо видны цирки, кратеры, горы и моря). Но через несколько месяцев Пейреск умер и первый лунный атлас остался незавершённым. Гравюры Меллана хранятся в Национальной библиотеке в Париже.

## Наследие
Известный меценат, коллекционер и историк искусства Пьер-Жан Мариетт в своём незавершённом и неизданном при жизни труде «Жизнеописания художников XVIII века» (Vies d’artistes du XVIIIe siecle) посвятил Клоду Меллану большой и восторженный очерк. Анатоль де Монтеглон каталогизировал 400 гравюр Клода Меллана; каталог был опубликован в Абвиле в 1856 году. Кроме того, известно около ста рисунков мастера. Рисунки в основном хранятся в Стокгольмском национальном музее (из коллекции Карла Густава Тессина) и Государственном Эрмитаже в Санкт-Петербурге (всего около 130 листов, большая часть из коллекции графа Кобенцля). Некоторые из утраченных картин Меллана известны по его гравюрам, в том числе «Самсон и Далила» и «Святой Иоанн Креститель в пустыне». Ему приписывают ещё несколько картин, начиная с 1970-х годов, но такая атрибуция не получила признания.
Произведения Меллана хранятся в крупнейших музеях мира, в том числе в санкт-петербургском Эрмитаже. В 1985 году в Эрмитаже состоялась большая выставка «Французский гравированный портрет XVII века», на которой были представлены произведения Меллана, а в 1988 году —выставка «Клод Меллан. Рисунки и гравюры из собрания Эрмитажа», включившая 42 рисунка и 60 гравюр.

## Галерея

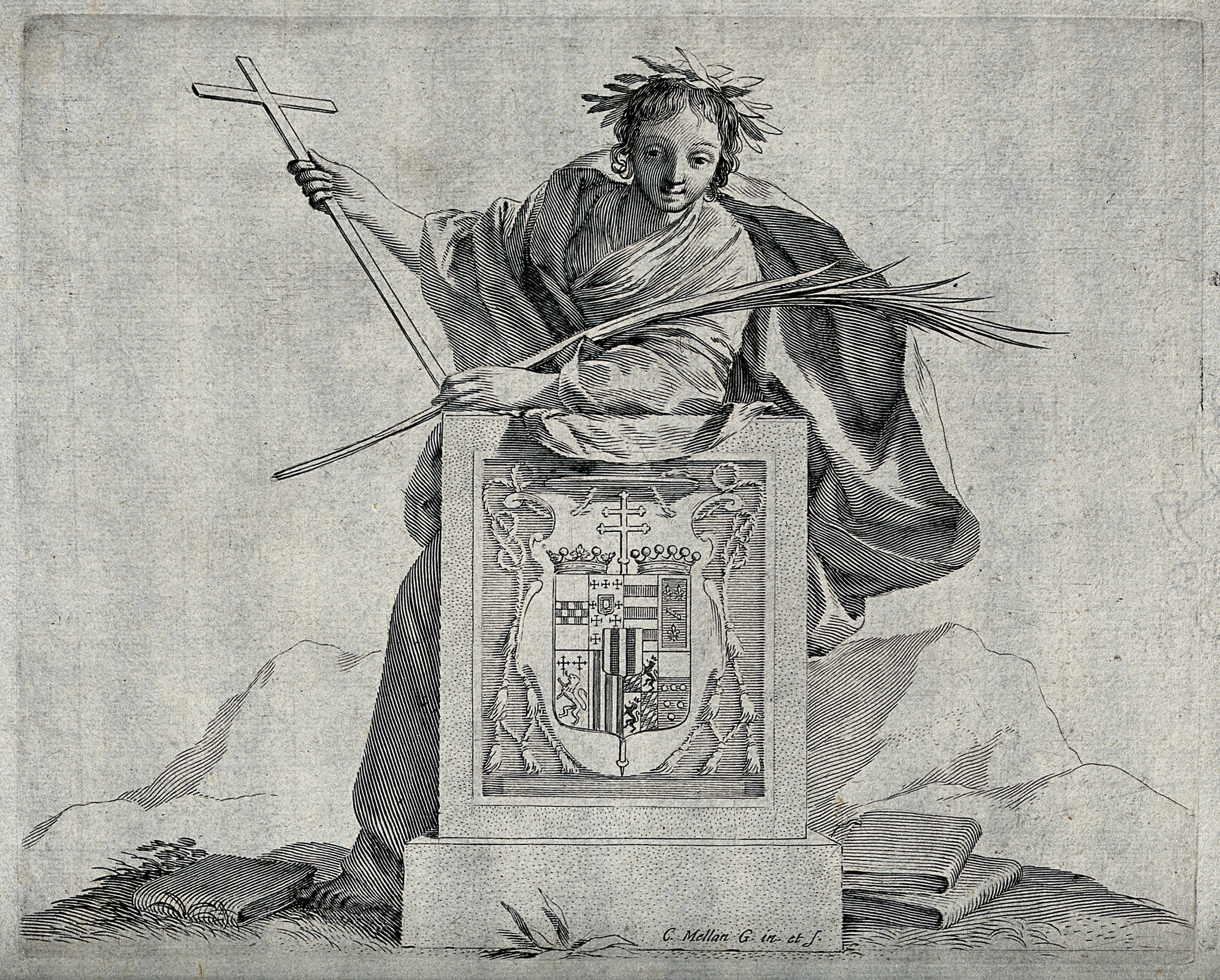
Молодой человек (гений?) склоняется над гербом кардинала. Офорт
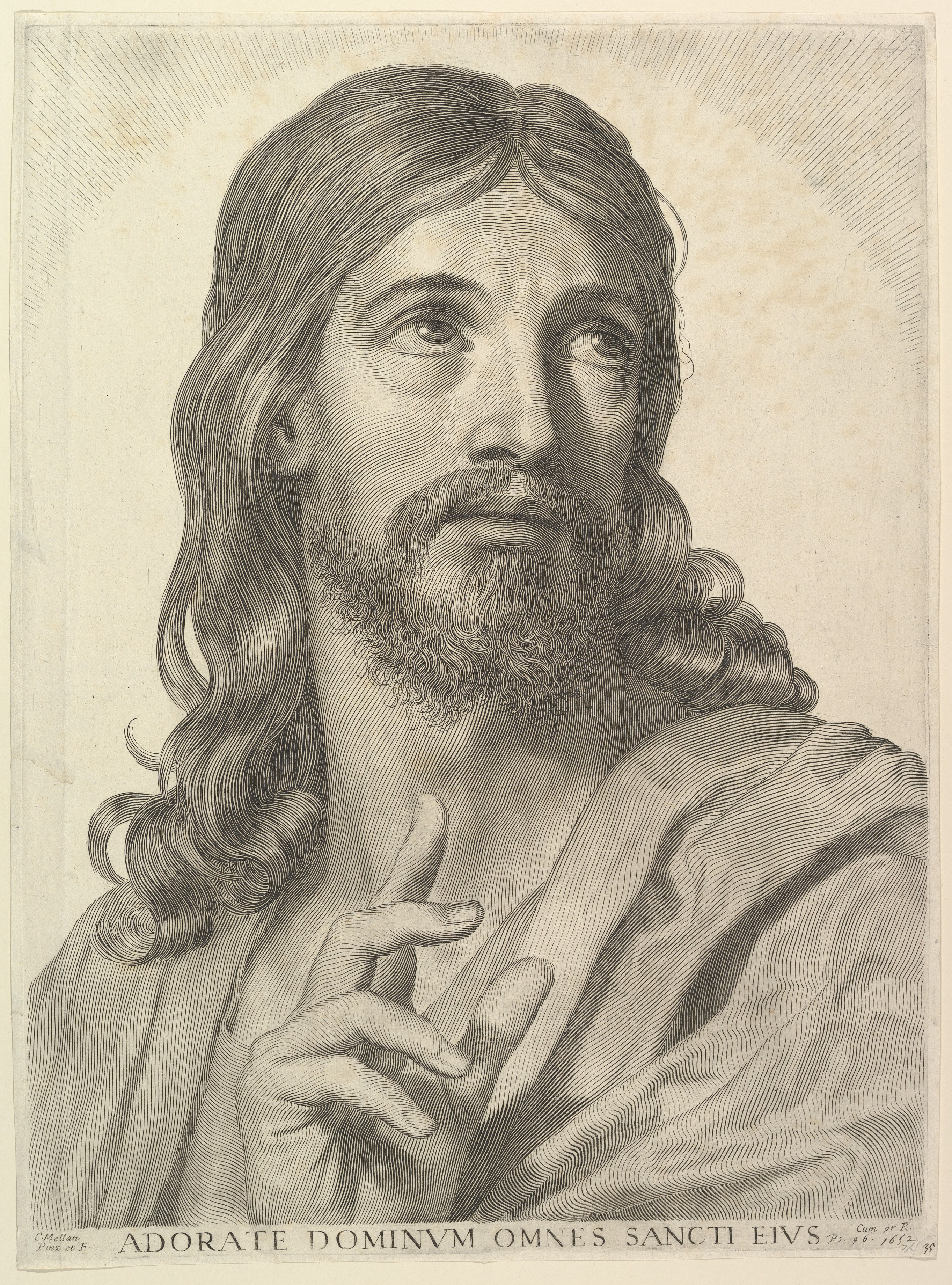
Бюст взрослого Христа. 1652. Гравюра резцом
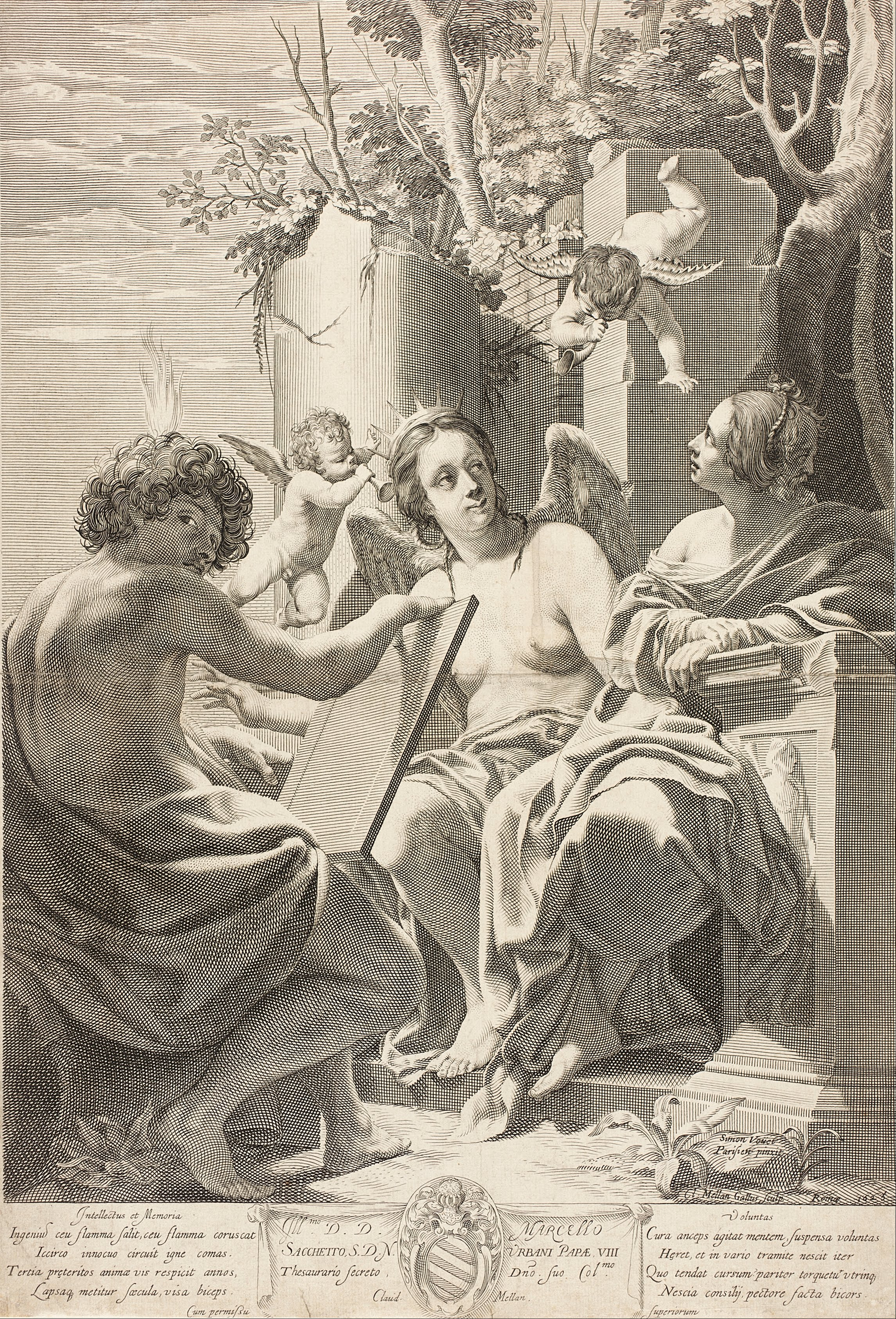
Понимание, память и воля. 1625. Гравюра резцом
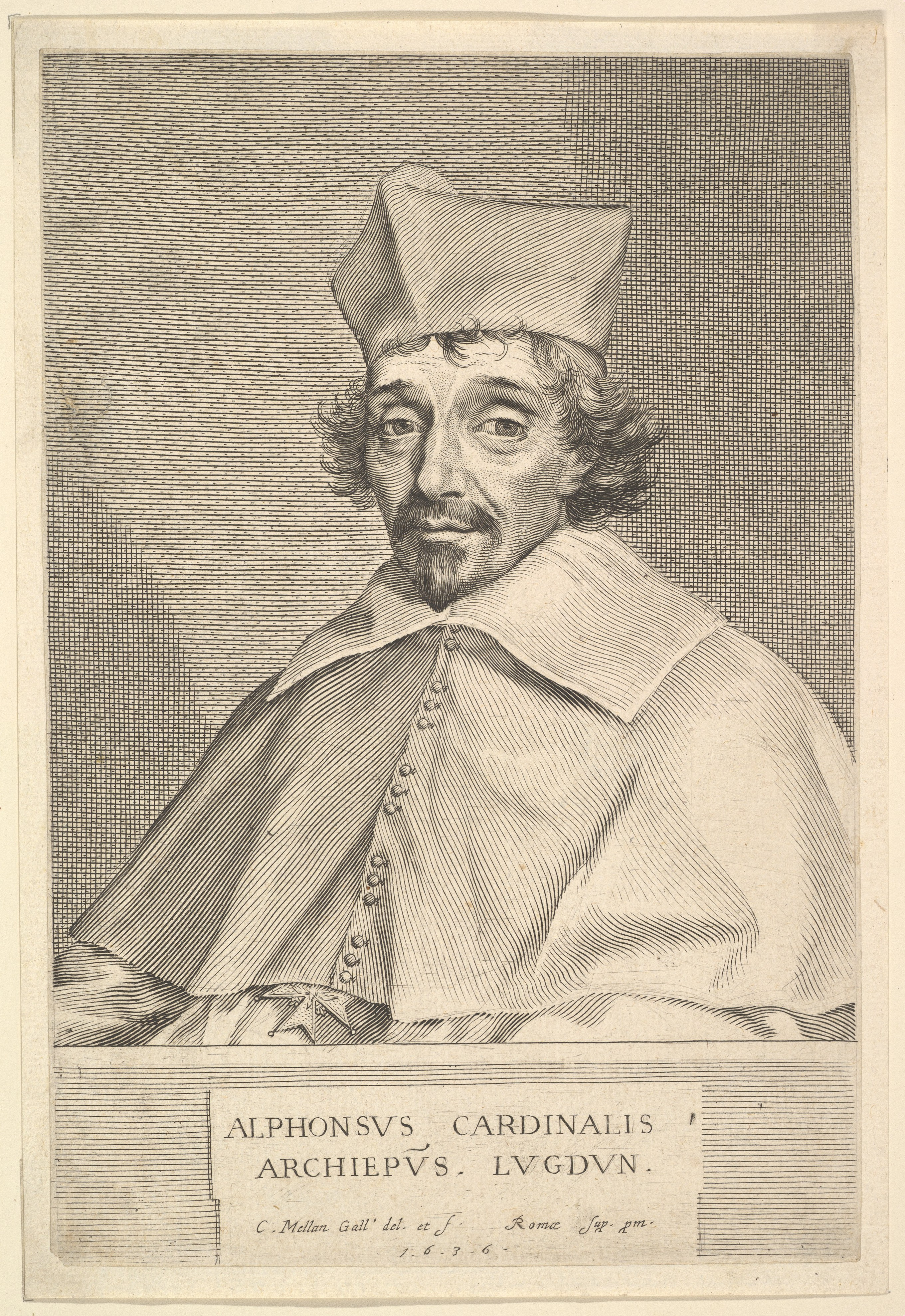
Портрет кардинала Альфонса Дю Плесси де Ришельё. 1636. Гравюра резцом
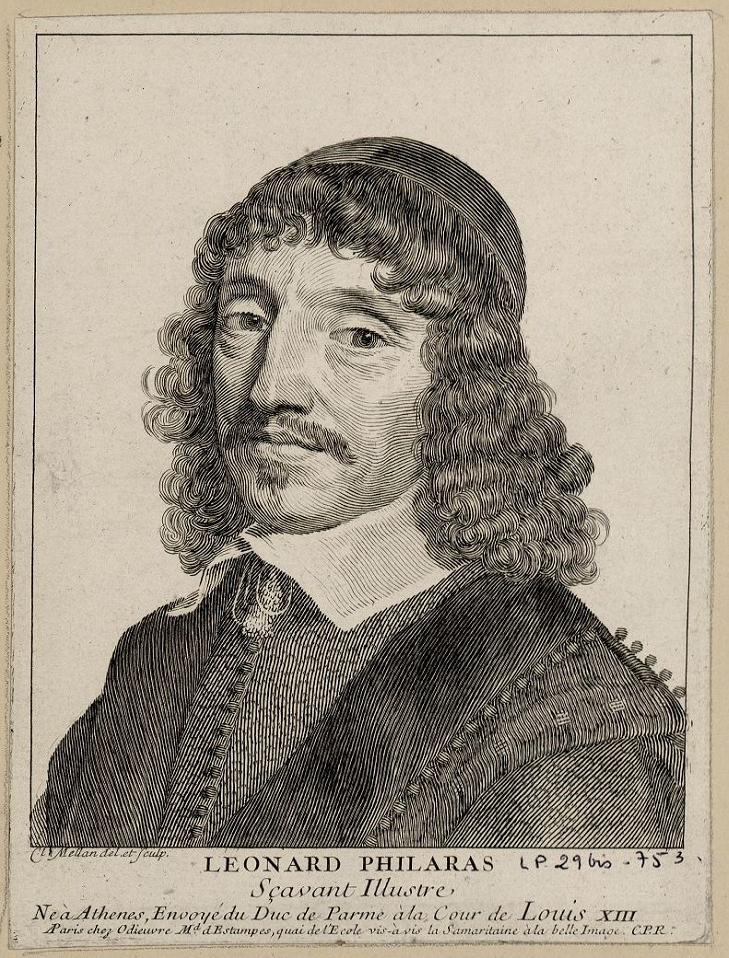
Леонард Филарас. 1673. Гравюра резцом
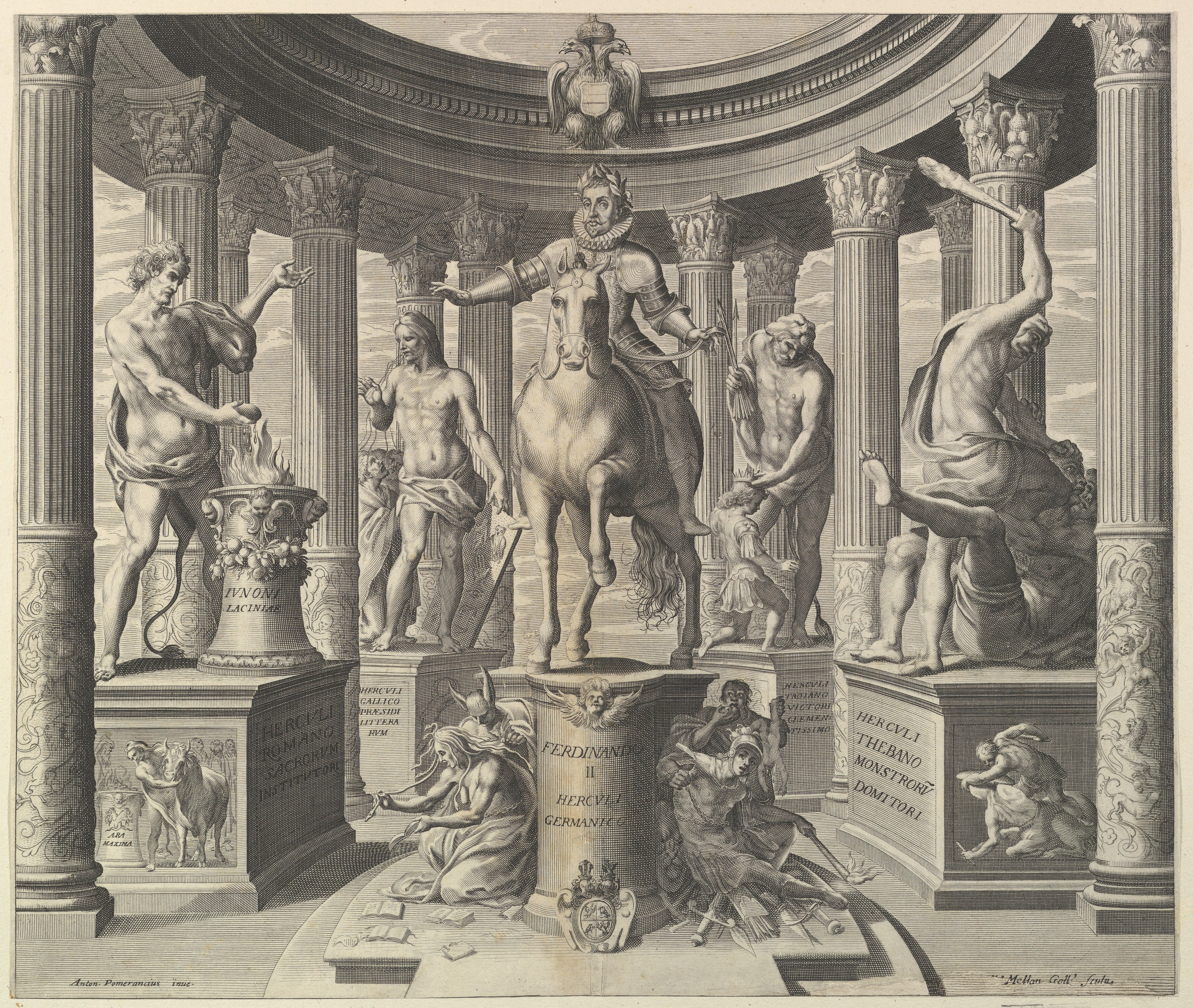
Aллегория славы императора Фердинанда II. Гравюра резцом
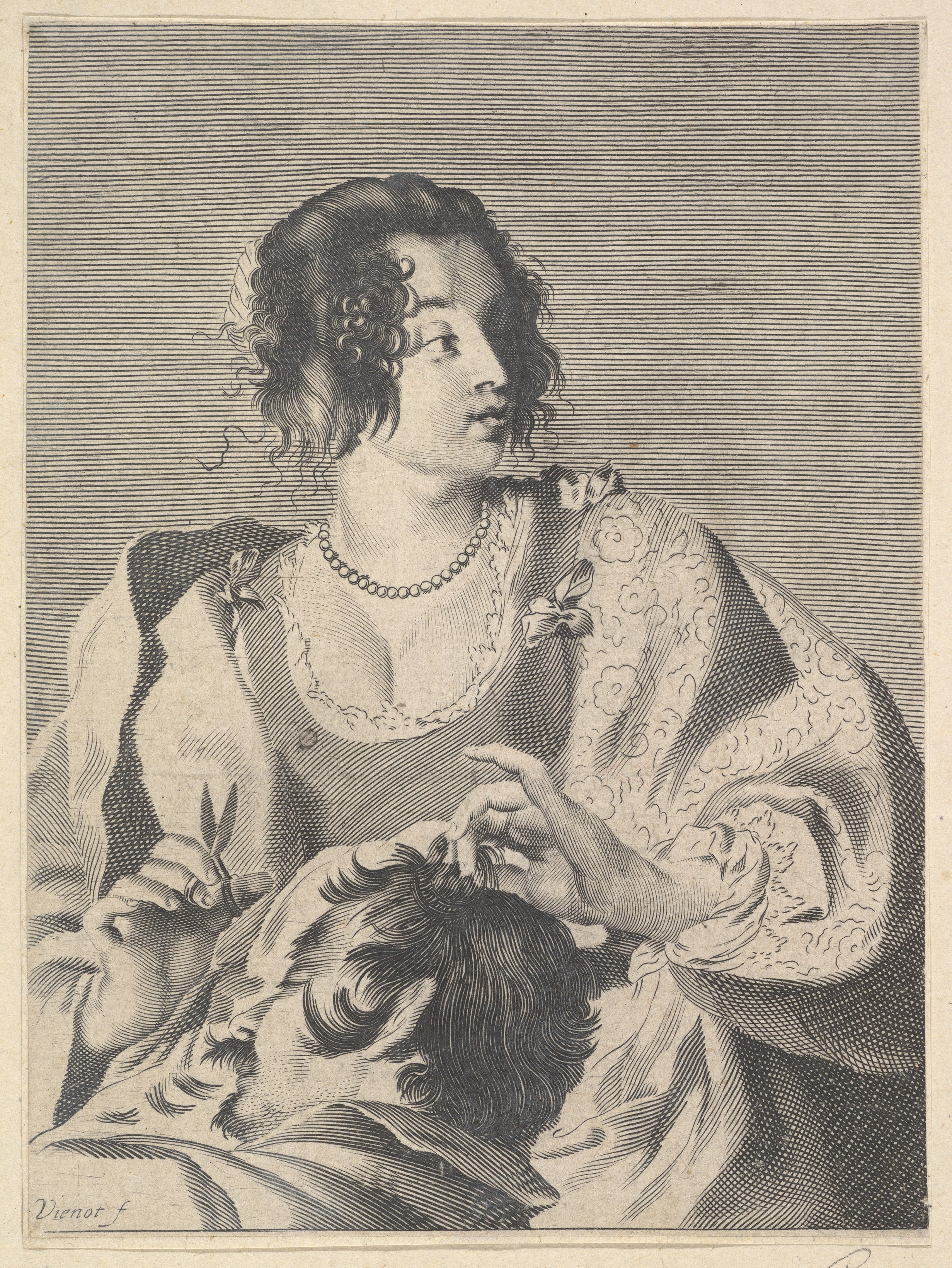
Далила, готовящаяся остричь волосы Самсону. Ок. 1630. Гравюра резцом
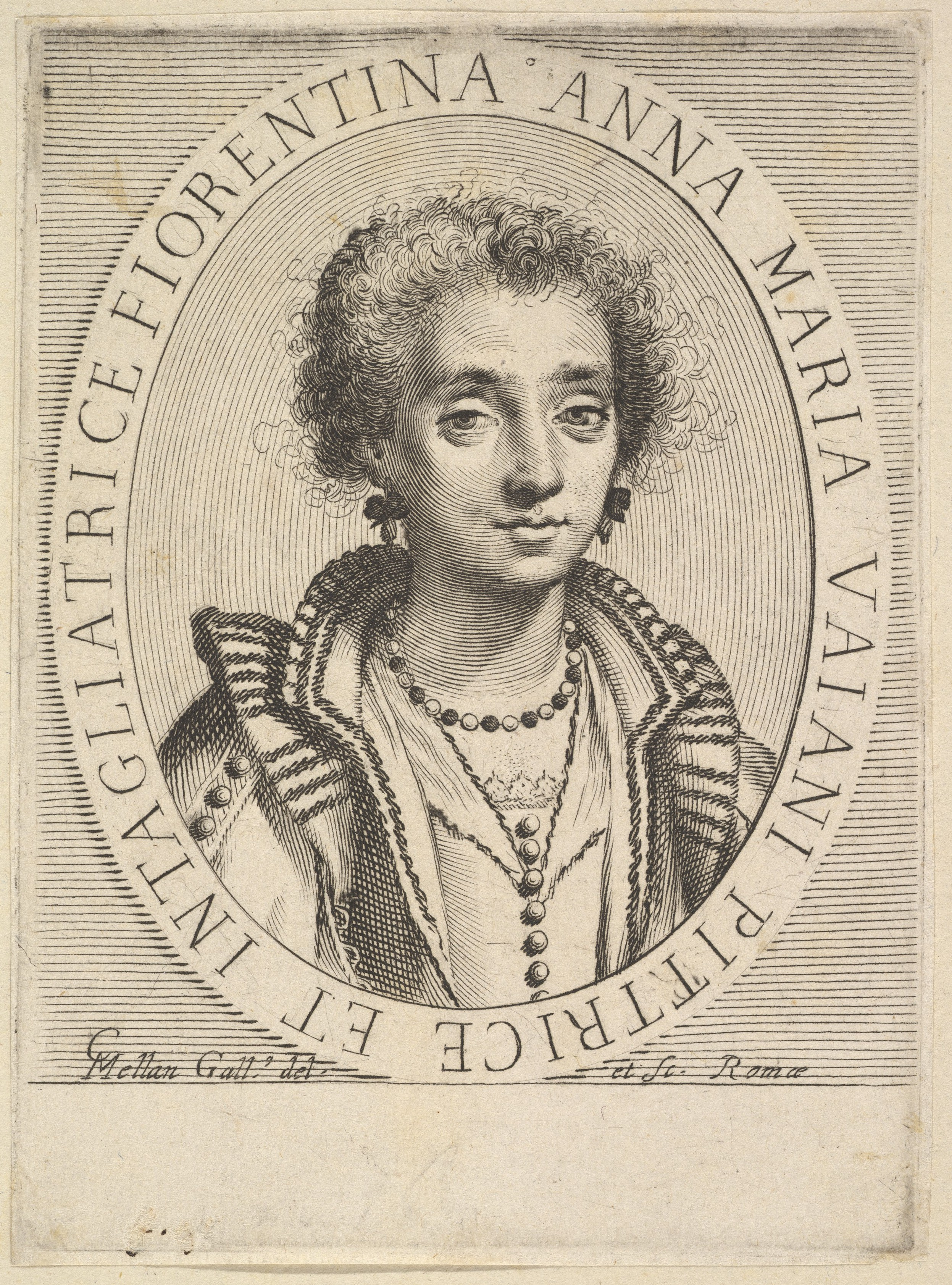
Aнна Мария Вайани. Между 1624 и 1636. Гравюра резцом
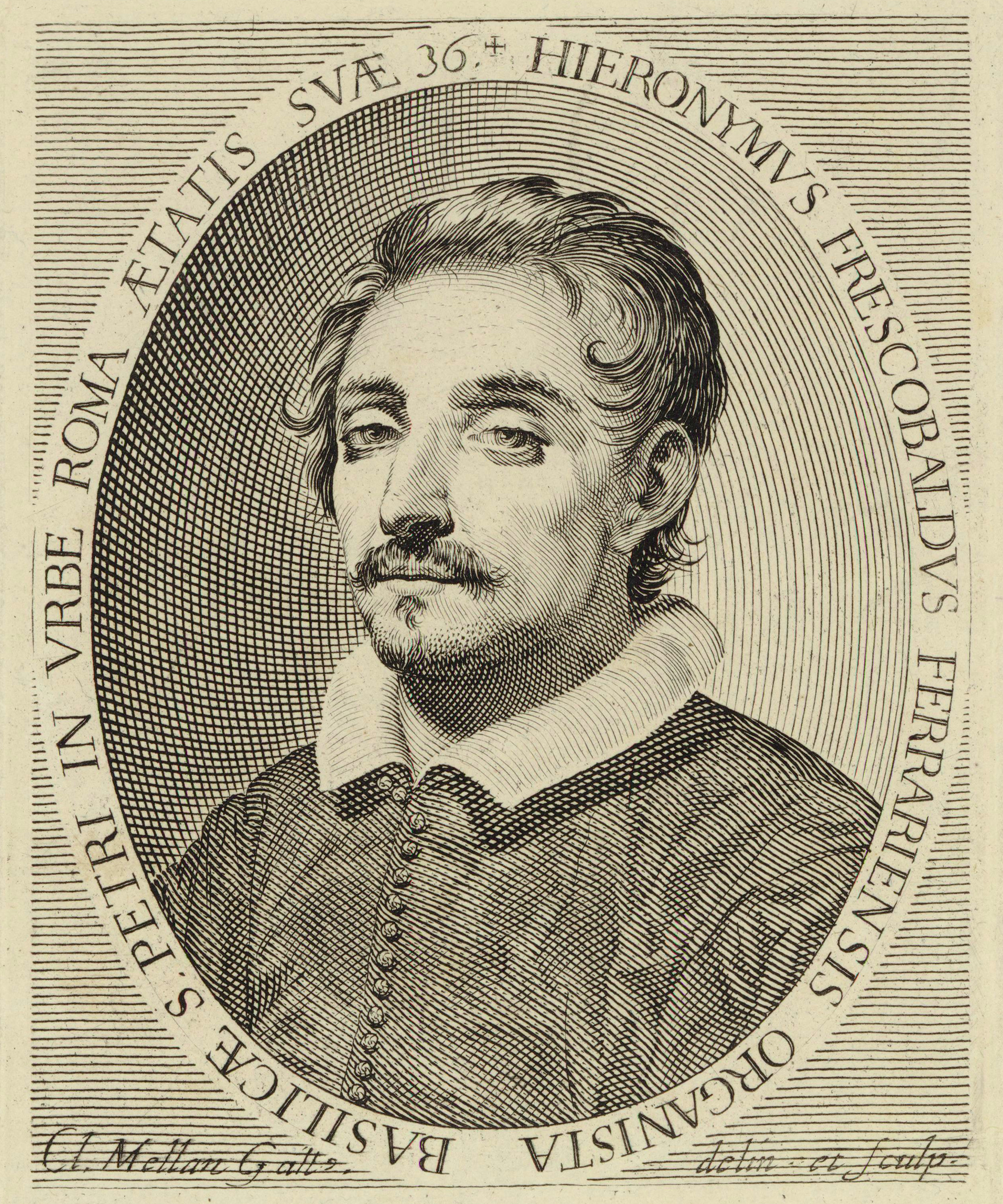
Джироламо Фрескобальди. 1619. Гравюра резцом